# Rio Colceag
O Rio Colceag é um rio da Romênia, afluente do Mostiştea, localizado no distrito de Ialomiţa.